# 波内里 (印度)
波内里（Ponneri），是印度泰米尔纳德邦Thiruvallur县的一个城镇。总人口24205（2001年）。

## 人口
该地2001年总人口24205人，其中男性12144人，女性12061人；0—6岁人口2532人，其中男1201人，女1331人；识字率73.32%，其中男性为80.76%，女性为65.84%。